# Tiburcij Rimski
Tiburcij Rimski († med 180 in 230 v Rimu) je bil mučenik. Ime pomeni " prihaja iz Tiburja (danes Tivoli blizu Rima )" ( lat. ).
Tiburcijeva grobnica je na Via Appia. Legenda pravi, da je bil skupaj s svojim bratom Valerjanom, Cecilijinim ženinom, zaradi vere obsojen na smrt. Z brati je bil usmrčen tudi sodnikov tajnik Maximus, ki so ga spreobrnili.
Okoli leta 820 je papež Pashal I. njegove posmrtne ostanke prenesel z Via Appia v cerkev Sveta Cecilija v  Trastevere v Rimu. Tiburcij ni enak istoimenskemu mučencu Tiburciju, čigar praznik se praznuje 11. avgusta.

## Dnevi spomina
- Katoliški spominski dan: 14. april
- Pravoslavni spominski dan: 22. november
- Armenski spominski dan: 27. november
- Koptski spominski dan: 22. november [2]

## Kmečki pregovori
Nekateri pregovori glede kmečkih opravil, v času, ki ustreza katoliškemu godu tega svetnika 14. aprila, so:
- Na Tiburcijev dan lahko narava končno ozeleni.
- Zelene njive na Tiburcijev dan rodijo veliko žita.
- Tiburcij pride zelo prav s svojim blagoslovom zelenih listov.
- Po Tiburcijevem dnevu je lahko vse zeleno.
- Tiburcij pride s pesmijo in zvokom, s seboj prinese kukavico in slavčka.